# Der große Schweiger (Film)
Der große Schweiger (Originaltitel: The Stalking Moon) ist ein US-amerikanischer Western aus dem Jahre 1968 von Robert Mulligan mit Gregory Peck und Eva Marie Saint in den Hauptrollen. Die Geschichte basiert auf dem 1965 publizierten Roman The Stalking Moon von Theodore V. Olsen.

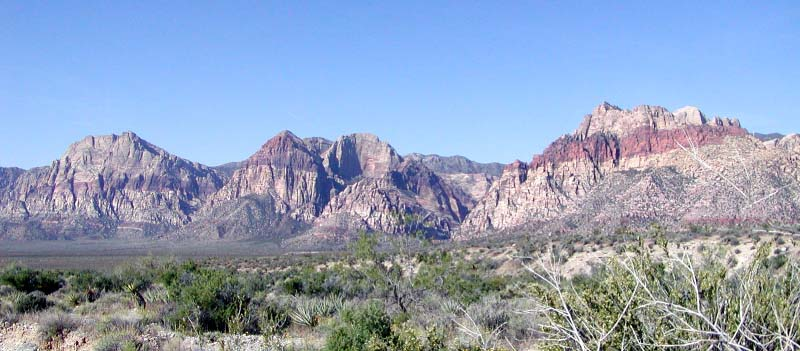
Drehorte Red Rock Canyon …

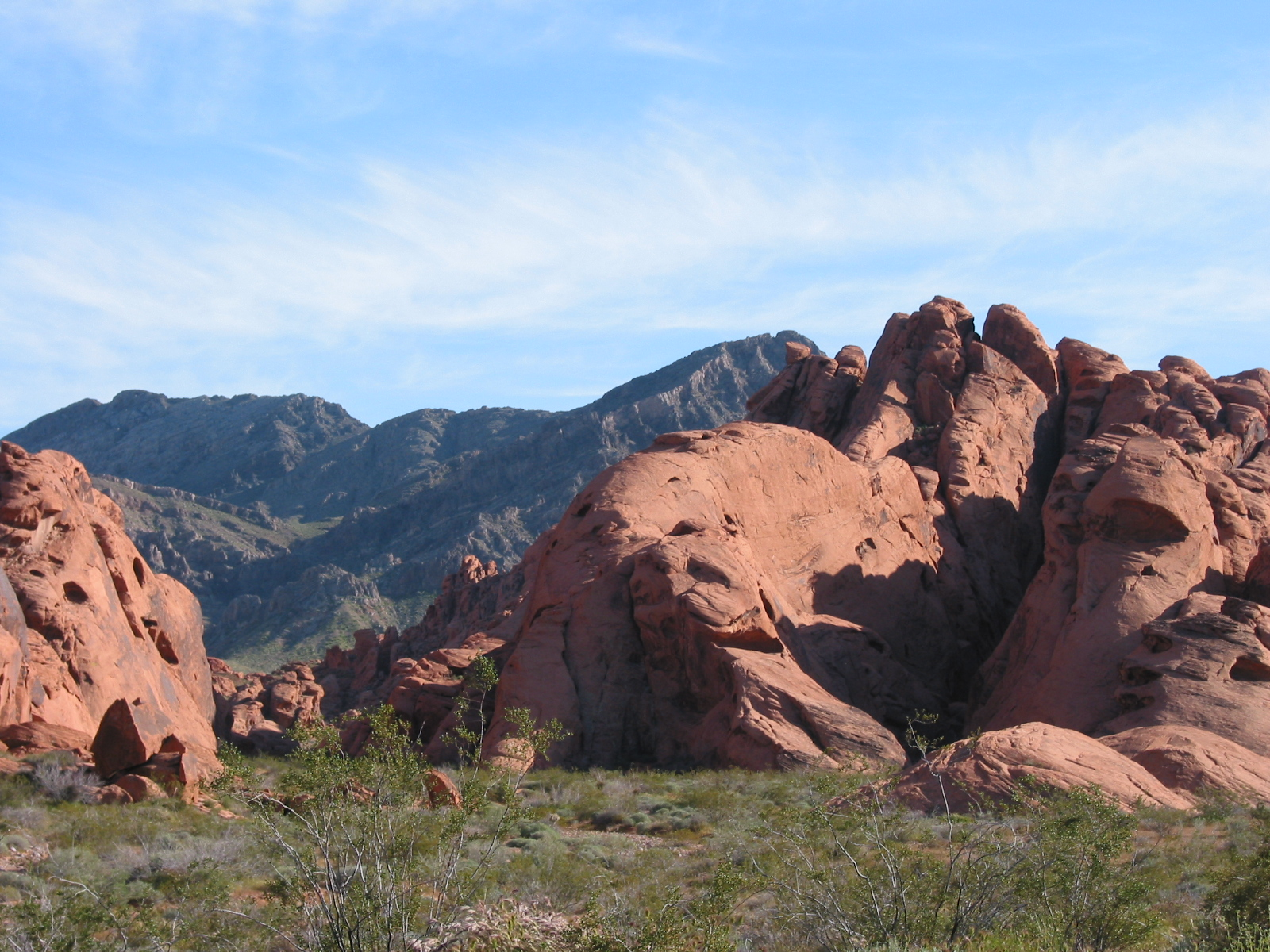
… und Valley of Fire State Park

## Handlung
Arizona im Jahre 1881. Der altgediente Scout Sam Varner ist anwesend, als eine Abteilung der US-Armee eine Gruppe von Apachen zusammentreibt, die aus den nahegelegenen Reservaten geflohen sind. Unter den Indianern befindet sich eine weiße Frau, Sarah Carver, die seit zehn Jahren von den Apachen gefangen gehalten wurde. Sarah erklärt, dass ihr neunjähriger Sohn, ein „Mischling“, durch die Indianer gefährdet sei und will die Erlaubnis, das Gebiet sofort verlassen zu dürfen. Da Sam die Absicht hat, seinen Job als Armee-Scout an den Nagel zu hängen, um sich auf einer Ranch, die er in New Mexico gekauft hat, niederzulassen, willigt er ein, Sarah und den Jungen quasi als Eskorte bis zu einem Eisenbahndepot zu begleiten. Salvaje, ein abtrünniger Apache, kennt keine Grenzen, um den Jungen in seine Hände zu bekommen, und als Sarah gesteht, dass Salvaje der Vater des Kindes ist, bietet Sam an, die Frau und das Kind auch weiterhin zu begleiten.
Nachdem sie viele Meilen mit Kutsche und dem Zug zurückgelegt haben, erreichen sie sicher seine Ranch und lassen sich dort nieder. Dort stoßen sie schließlich auf den Halbindianer Nick Tana, einem Freund Sams, der sie warnt, dass Salvaje seit Arizona den kleinen Trupp verfolgt habe und wohl auch nicht locker lassen werde, da er auf der Suche nach seinem Sohn und Sarah in einen wahren Blutrausch geraten sei. Nachdem Sam die verstümmelten Leichen einer mexikanischen Familie in der Nähe entdeckt hat, kehrt er zu seiner Ranch zurück und stellt fest, dass in der Zwischenzeit Salvaje Sarah entführt hat. Begleitet von seiner rechten Hand, dem alten Ned, findet Sam Sarahs blutenden und bewusstlosen Körper an einer Stelle, wo der Apache sie zum Sterben zurückgelassen hat. Sie bringen Sarah zurück zum Bauernhaus. Salvaje aber gibt nicht auf; er verfolgt seine „Beute“ weiter bis zum Farmhaus und versucht, dort einzudringen. Zuerst tötet der Indianer Neds Hund, dann Ned selbst und schließlich Nick, der in Sams Armen stirbt. Sam verwundet Salvaje bei dessen Eindringungsversuch und jagt ihn in die Hügel hinauf. Obwohl Sam infolge einer Sprengfalle Salvajes am Bein verletzt ist, verfolgt er seinen Todfeind, bis es ihm schließlich gelingt, ihn zu erschießen. Als Sam zurückkehrt, wartet Sarah bereits in der Hütte, um ihm zu helfen.

## Produktionsnotizen
Gedreht ab dem 9. Januar 1968 im Red Rock Canyon und dem Valley of Fire State Park (beides Nevada) sowie den Goldwyn Studios in Hollywood, wurde der Film am 12. Dezember desselben Jahres in Los Angeles uraufgeführt. Die deutsche Premiere war am 21. Februar 1969.
Roland Anderson und Jack Poplin entwarfen die Filmbauten, Frank A. Tuttle sorgte für die Ausstattung. Eva-Marie Saints Kostüme wurden von Dorothy Jeakins entworfen.
Mit Regisseur Mulligan hatte Hauptdarsteller Peck bereits sechs Jahre zuvor bei dem Schwarzweißfilm Wer die Nachtigall stört sehr erfolgreich zusammengearbeitet; demjenigen Film, der Peck einen Oscar als Bester Hauptdarsteller einbrachte.

## Synchronisation
| Rolle              | Darsteller      | Synchronsprecher      |
| ------------------ | --------------- | --------------------- |
| Sam Varner         | Gregory Peck    | Wolf Ackva            |
| Sarah Carver       | Eva Marie Saint | Gisela Uhlen          |
| Nick Tana          | Robert Forster  | Herbert Stass         |
| Ned                | Russell Thorson | Eduard Wandrey        |
| Major              | Frank Silvera   | Martin Hirthe         |
| Lee Purdue         | Lonny Chapman   | Hans W. Hamacher      |
| Stationsvorsteher  | Lou Frizzell    | Konrad Wagner         |
| Sergeant Rudabaugh | Henry Beckman   | Gert Günther Hoffmann |
| Arzt               | Richard Bull    | Gerd Martienzen       |

## Kritiken
Der Film erhielt gemischte Kritiken. Nachfolgend fünf Beispiele:
In der New York Times fand Vincent Canby, der Film sei „klassisch rein und einfach in seinen Umrissen. (…) Peck ist so gravitätisch und ernsthaft, dass es scheint, als würde er eher an seine Pflichten im Vorstand des American Film Institute denken, als ans Überleben. Die Werbung sagt, dass niemand ‚The Stalking Moon‘ entkommen kann. Sie können es, wenn Sie zu Hause bleiben.“
Für den Movie & Video Guide war der Film ein „langsamer und nachdenklicher Western mit wirkungsvollen Momenten“. Halliwell‘s Film Guide sah den Streifen als einen „potenziell interessanten Western“ an, aber auch als „schlau und langweilig“ zugleich.
Das Lexikon des Internationalen Films schrieb: „Ein Film, der sich bemüht, Hollywoods Western-Tradition fortzusetzen, wobei Spannung und Faszination nicht vordergründig erzeugt werden, sondern aus einem inneren menschlichen Konflikt erwachsen.“
Der Onlineauftritt von Cinema dekretierte knapp: „Nur für echte Peck-Fans ein Muss“